# عواطف حيار
عواطف حيار (مواليد 16 مايو 1967) هي سياسية مغربية، تشغل منصب وزيرة التضامن والإدماج الاجتماعي والأسرة في حكومة عزيز أخنوش، وهي عضو في حزب الاستقلال.

## السيرة
حاصلت حيار على الدكتوراه في معالجة الإشارة والاتصالات السلكية واللاسلكية من المعهد الوطني للفنون التطبيقية في تولوز، وشغلت منصب رئيسة جامعة الحسن الثاني.
في 7 أكتوبر 2021 عينت حيار وزيرة التضامن والإدماج الاجتماعي والأسرة في الحكومة المغربية التي يترأسها عزيز أخنوش.